# Swifties

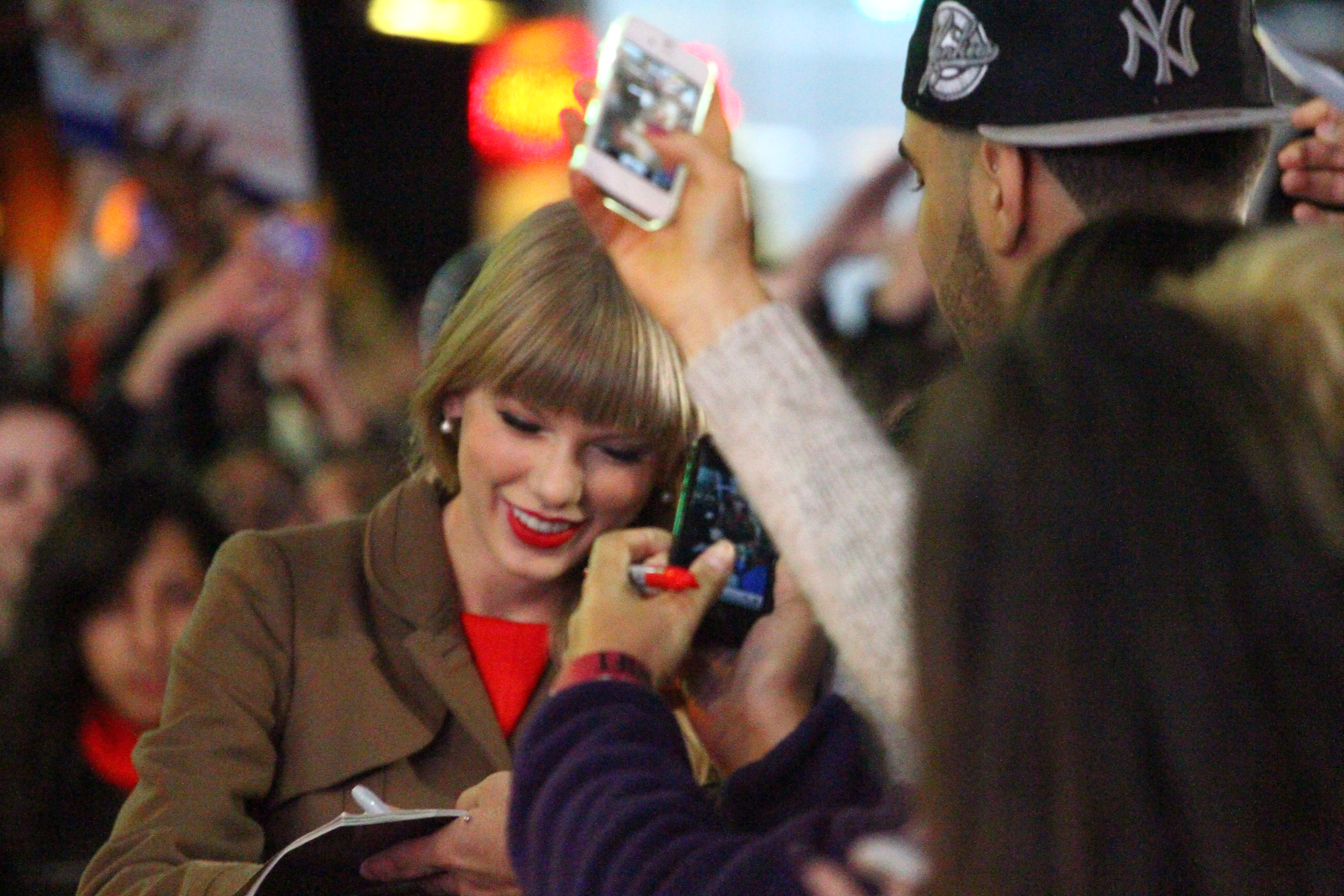
Swift interactuando con los Swifties acampando frente a la oficina de Good Morning America en la ciudad de Nueva York (2012)

Los Swifties son el fandom de la cantante estadounidense Taylor Swift. Según los periodistas, es una de las mayores y más dedicadas bases de aficionados. Los "Swifties" son conocidos por sus altos niveles de participación y creatividad. Son un tema de cobertura generalizada en los principales medios de comunicación.
Críticos opinan que Taylor Swift ha redefinido la relación entre artista y fandom, al establecer una relación íntima con los "Swifties". Constantemente ha conectado, ayudado y dado créditos a sus aficionados, mientras que estos han ofrecido un apoyo sin precedentes, así como un interés en su trabajo, independientemente de su vacilante recepción en los medios. Continuaron apoyando a Swift a través de su transición de géneros musicales así como la apoyaron entre sus controversias tal como la disputa del 2019, así como en sus problemas con la propiedad auto intelectual de sus álbumes, dando así con un impacto cultural como lo es The Eras Tour que llevó inclusive a un crecimiento económico a los lugares en los que se presentaba. Los lanzamientos de Swift se han reconocido al tener incorporados diferentes huevos de Pascua y pistas que han sido descodificadas por los "Swifties".
Al haber influenciado la industria musical en distintos aspectos, los "Swifties" se han ganado un lugar especial en la cultura popular; análisis culturales describieron a los "Swifties" como una comunidad de interés, una subcultura y un metaverso. Académicos han estudiado a los "Swifties" por su consumismo, creación de contendido, capital social, y efervescencia colectiva, así como su capacidad de organización y relaciones interpersonales. Cabe mencionar que miembros del fandom han sido criticados por atacar la privacidad de Swift al compartir su locación y atacar verbalmente a usuarios de internet y celebridades que no sean allegadas a Swift, así también han sido acusados de ejercer racismo y misoginia a otras celebridades racializadas. La palabra "Swifties" fue añadida al diccionario de Oxford en 2023.

## Historia
Taylor Swift empezó a escribir, grabar, y publicar música country en 2006. Antes de lanzar su sencillo debut, “Tim McGraw” (2006) Swift había estado usando sitios de webs sociales. Fue una de las primeras artistas en música country que uso el internet como herramienta marketing para su música, predominantemente promocionándose en MySpace y conectando con oyentes que gustan su música cuando sonaba en la radio. Ella creó su cuenta de MySpace el 31 de agosto de 2005, un día antes de que su entonces disquera fuese inaugurada. Las canciones de Swift recolectaron más de 45 millones de reproducciones en MySpace, las cuales Scott Borchetta, CEO del sello, proporcionó a programadores de radio country "escépticos" para convencerlos de la existencia de fanáticos de las canciones de Swift.
Swift lanzó su álbum debut homónimo en los Estados Unidos en octubre de 2006. Este consiguió 40 mil copias en su primera semana pero se convirtió en éxito durmiente cuando sus ventas permanecieron consistentes con el pasar del tiempo, llegando a un millón de copias en noviembre del 2007. Este obtuvo su semana de ventas más altas en enero de 2008 con 187 mil copias. Este éxito durmiente contribuyó al rápido crecimiento en notoriedad dentro de la escena de música country. Taylor Swift pasó 24 semanas en el puesto número 1 de Estados Unidos del Top Country Albums y se volvió el disco más duradero de la década 2000 en la lista Billboard 200 de todos los géneros. Su siguiente álbum, Fearless, fue lanzado en noviembre de 2008 y se convirtió en el álbum más vendido de 2009. Este alcanzó un éxito internacional y significativo más allá del mundo anglófono donde la música country no era popular en el momento y sus sencillos “Love Story” y “You Belong With Me” se volvieron éxitos en el Radio Pop catapultando a Swift a la fama mainstream y ampliando su audiencia. El éxito estableció bases de fanáticos dedicados para Swift en mercados extranjeros como el Reino Unido, Irlanda, Brasil, Filipinas, Vietnam, Taiwán y la India. Sus álbumes posteriores, en los que experimentó con estilos pop, rock, electrónico, folk y alternativo, ayudaron a ampliar sus bases de fanáticos y diversificar su demografía.

### Etimología
La palabra "Swiftie" para referirse a un fan de Taylor Swift se hizo popular a finales de la década del 2000. Etimológicamente, la palabra se forma a partir del nombre de Swift y el sufijo "ie" (o a veces "y", como en "Swifty"), que se usa a menudo en diminutivos para implicar afecto. Swift afirmó en una entrevista de Vevo en 2012 que sus fanáticos se llaman a sí mismos "Swifties", lo cual le pareció "adorable". Swift registró el término como marca comercial en marzo de 2017. En 2023, el Diccionario Oxford de Inglés definió "Swiftie" como un sustantivo que significa "un fan entusiasta de la cantante Taylor Swift". Según el diccionario, algunas palabras que suelen asociarse con "Swiftie" en el uso popular son "fandom", "incondicional", "fanático" y "autodenominado". Según Dictionary.com, el término "Swiftie" a menudo implica que la persona es "un fan muy apasionado y leal, en lugar de ser simplemente un oyente ocasional".

## Relación con Swifties

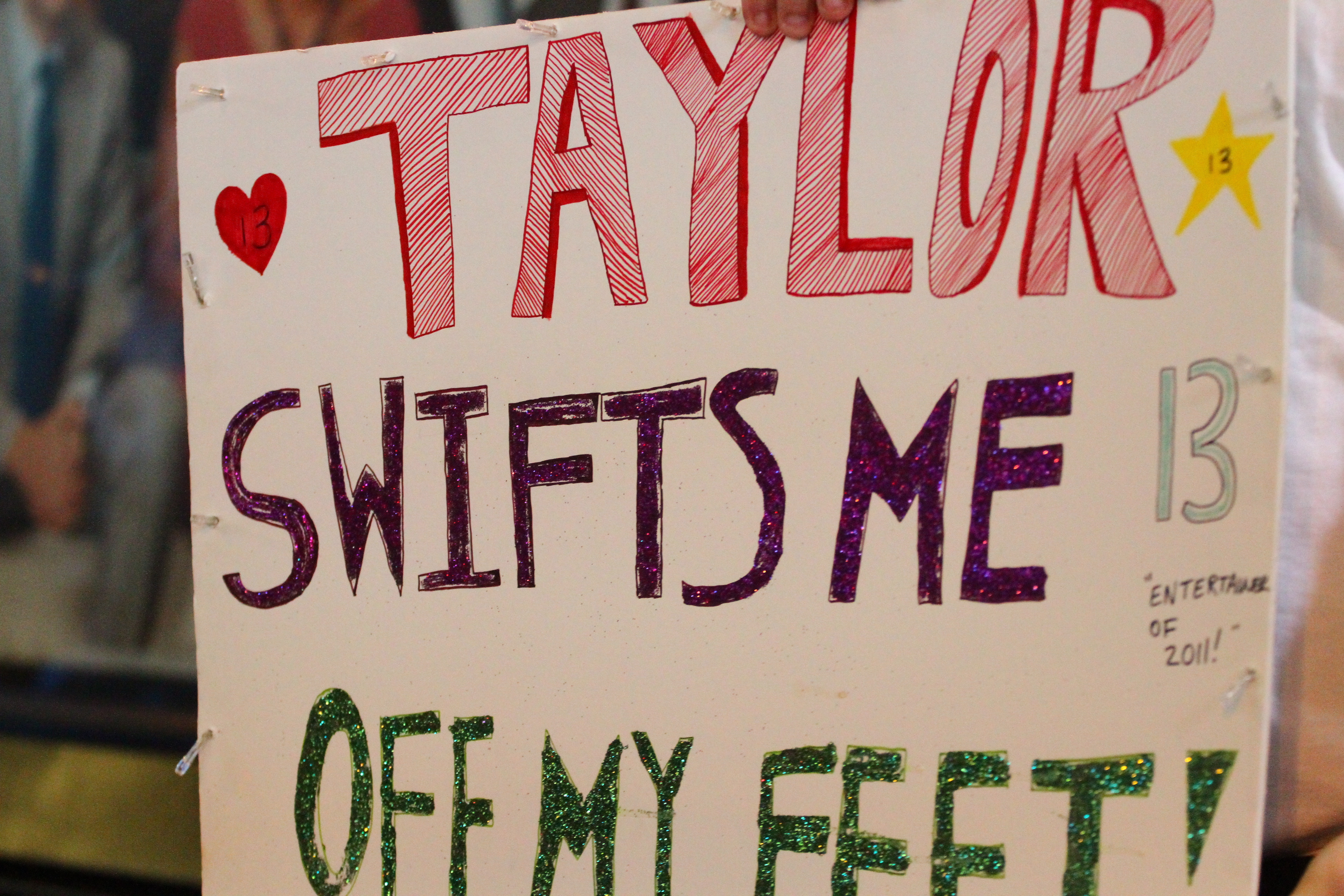
Un cartel de fan hecho por un Swiftie

Swift mantiene una estrecha relación con los Swifties, a quienes muchos periodistas atribuyen su influencia cultural. Para The Washington Post, Swift y los Swifties son "parte de un gran grupo de amigos". Según The New York Times, ella ha "revolucionado" la relación que una celebridad puede tener con sus seguidores. Muchos aficionados se sienten conectados con ella ya que "han crecido con ella y su música". Lora Kelley de The Atlantic afirmó que Swift "comprende el poder de la experiencia grupal". Su conexión con los aficionados se considera única para artistas de su talla; ha interactuado con ellos en redes sociales, les ha enviado regalos, los ha seleccionado personalmente para asistir a conciertos íntimos o encuentros, ha realizado visitas sorpresa, ha participado en algunas de sus funciones (como una boda o un baby shower), y ha regalado entradas gratuitas a aficionados desfavorecidos o enfermos. La costumbre de Swift de espiar a sus aficionados en línea ha sido denominada "Taylurking" por los aficionados.
En junio de 2010, Swift organizó un encuentro de 13 horas como parte del Festival CMA en Nashville, Tennessee. En 2014, 2017 y 2019, organizó las "Secret Sessions", una serie de fiestas previas al lanzamiento del álbum para los aficionados en sus casas, y un evento navideño en 2014 apodado por los aficionados como "Swiftmas", donde Swift envió paquetes de regalos de Navidad tempranos a los aficionados y entregó algunos personalmente. Swift también ha escrito canciones en honor a sus aficionados, como "Long Live" (2010) o "Ronan" (2012); esta última es una grabación benéfica sobre el hijo de cuatro años de un fan que murió de neuroblastoma. En 2023, invitó a 2200 aficionados al estreno mundial de su película de concierto, Taylor Swift: The Eras Tour, sin costo alguno. Zoya Raza-Sheikh de The Independent informó que Swift "sigue estando a la vanguardia en la entrega de experiencias basadas en los fans para cultivar un seguimiento cada vez mayor. Ya sea invitaciones personales a la casa de la cantante para fiestas de escucha de álbumes, también conocidas como Secret Sessions, o reuniones previas al espectáculo, ella continúa poniendo a sus fans en primer lugar".

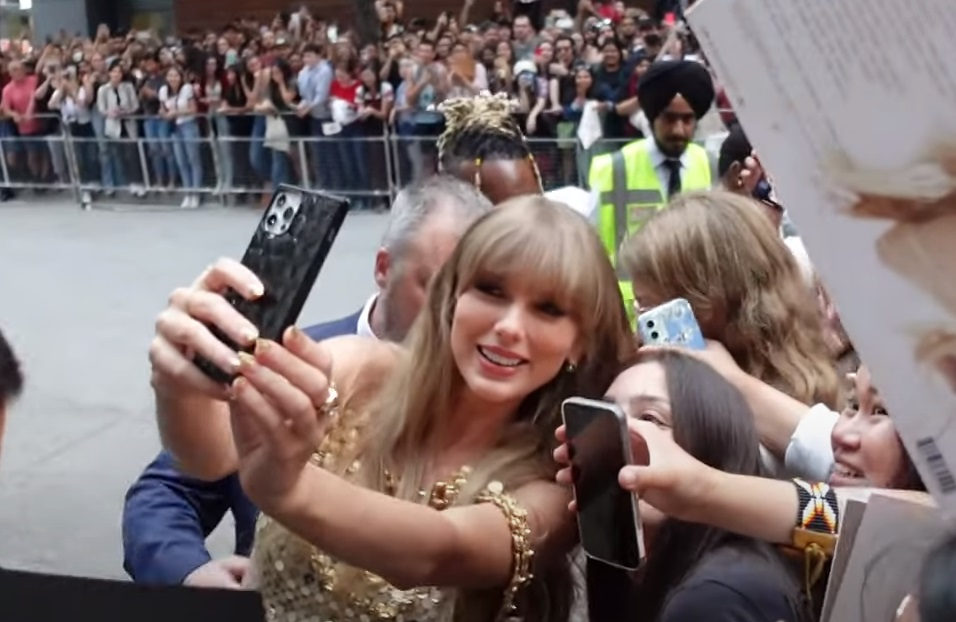
Swift tomándose fotografías con sus fanáticos fuera del Festival Internacional de Cine de Toronto en 2022

Con su gran base de aficionados, Swift es una de las personas más seguidas en las redes sociales. Según el ejecutivo de venta de entradas Nathan Hubbard, Swift fue la primera músico en estar "nativamente en línea". La crítica de Rolling Stone, Brittany Spanos, opinó que Swift hizo crecer su base de aficionados en las redes sociales: "Estaba usando Tumblr mucho después de su mejor momento. Twitter. Ahora está en TikTok, comentando en los videos de la gente". La parte de TikTok dominada por los Swifties se conoce como "SwiftTok". Los apodos generalmente utilizados por los Swifties para Swift incluyen "Blondie" (en referencia a su cabello rubio), "T-Swizzle" (después de la letra de la canción de parodia de Swift de 2009 "Thug Story" con el productor de discos estadounidense T-Pain) y "La Industria Musical" (en referencia a su influencia en la industria musical). Los Swifties chinos la apodaron "Meimei" (霉霉), un juego de palabras basado en el carácter chino "Mei" (霉) que significa "desafortunado" y que desde entonces ha sido adoptado por los medios de comunicación estatales chinos.
Ha donado a aficionados para cubrir sus préstamos académicos, facturas médicas, alquiler u otros gastos. En 2018, compró una casa para una fan sin hogar y embarazada. Su gran donación a un fan con leucemia en GoFundMe en 2015 hizo que la plataforma de financiación colectiva ampliara su política. En 2023, miles de Swifties donaron colectivamente 125,000 dólares estadounidenses a través de GoFundMe a la familia de un compañero Swiftie que falleció atropellado por un conductor ebrio camino a casa desde un concierto de Swift. Gran parte del monto donado se dio en porciones de $13, el número favorito de Swift.

## Trasfondo y comunidad
Los periodistas describen las canciones de Swift, su fama y la fanfarria que la rodea como un mundo propio, llamándolo un "universo" musical sujeto a análisis por parte de Swifties. Propagada por su prolífico uso de huevos de Pascua y su "conexión inusualmente estrecha con sus fans”, Swift es una fuente de mito en la cultura popular. Sus atuendos, accesorios, dicción, codificación de colores y numerología también han sido huevos de Pascua. Los Swifties son conocidos por las teorías de sus fanáticos, y ganándose la reputación de ser "los mejores detectives en línea" por desglosar y asociar varios elementos que consideran pistas o huevos de Pascua. De acuerdo con Bruce Arthur de Toronto Star, "Swift es seguida por fanáticos, cuya dedicación a su mitología es bizantina, estratificada, compleja y mesiánica".
Glamour denominó el trasfondo como el Universo Cinematográfico de Taylor Swift. Entertainment Weekly lo llamó Taylor Swift Musical Universe: "una estrella del pop conocida por sus prodigiosas canciones, cuyos fanáticos convierten cada pieza de información en una excavación arqueológica en línea. En The Guardian, Adrian Horton dijo que el "Swiftverse" es una subcultura de los medios de comunicación, cultivada por "años de construcción del mundo y mitología Swiftiana”, mientras que Alim Kheraj escribió que Swift convirtió la música pop en un "rompecabezas multijugador" que involucra a una base de fans y compromiso, que otros artistas han intentado reproducir.
Andrew Unterberger de Spin escribió que los simbolismos son "elementos inextricables de la experiencia de Taylor Swift" y clave para comprender su trabajo. Para Caroline Mimbs Nyce de The Atlantic, el fandom de Swift es casi un metaverso: "una enorme comunidad virtual desatada de una única plataforma, basada en un mundo alrededor de Taylor Swift, a la que sólo le falta el espacio virtual 3D para pasar el rato". Madeline Merinuk de Today observó cómo los huevos de Pascua de Swift, que se originaron como mensajes cortos escondidos dentro de elaborados envoltorios de CD, se han vuelto más innovadores e intrincados con el tiempo. El análisis crítico se conoce como "Swiftology" en los medios. Por ejemplo, " la bufanda " mencionada en "All Too Well" ha sido un tema de mitología.
Swift es conocida por el lanzamiento de sus álbumes y sus conceptos promocionales, a menudo denominados "épocas". Cada época se caracteriza por una idea estética, una paleta de colores, un estado de ánimo y un estilo de moda. Como tal, Swift ha reinventado su imagen y estilo a lo largo de su carrera, lo que Ashley Lutz de Fortune comentó que esto ha ayudado a ampliar su base de fans.

### Características sociológicas

Swifties hizo y compartió pulseras de la amistad en el Eras Tour (2023-2024), inspiradas en la canción " You're on Your Own, Kid ". Los fanáticos también hacen referencia a menudo al número 13, como el número de la suerte y favorito de Swift.

Los Swifties han sido descritos como una base de aficionados leales con altos niveles de participación y creatividad; fanáticos devotos en países extranjeros como China traducen sus letras y coordinan eventos a gran escala relacionados con Swift. Su recepción positiva de Reputation, que se publicó después de su controversia de 2016, demostró su compromiso con ella, independientemente de un cambio de tono en su arte y percepción pública. Billboard escribió que el éxito sin precedentes de los álbumes regrabados de Swift era una prueba más de su lealtad.  Según Willman, el éxito de las regrabaciones inspiró a otros artistas a "convertir a sus fans en un arma en sus disputas comerciales".  La autora Amanda Petrusich describió la lealtad de Swifties como "poderosa y aterradora".  La crítica de The Guardian, Rachel Aroesti, escribió: "No se puede discutir con su base de fans, inmaculadamente devota y alucinantemente poblada".

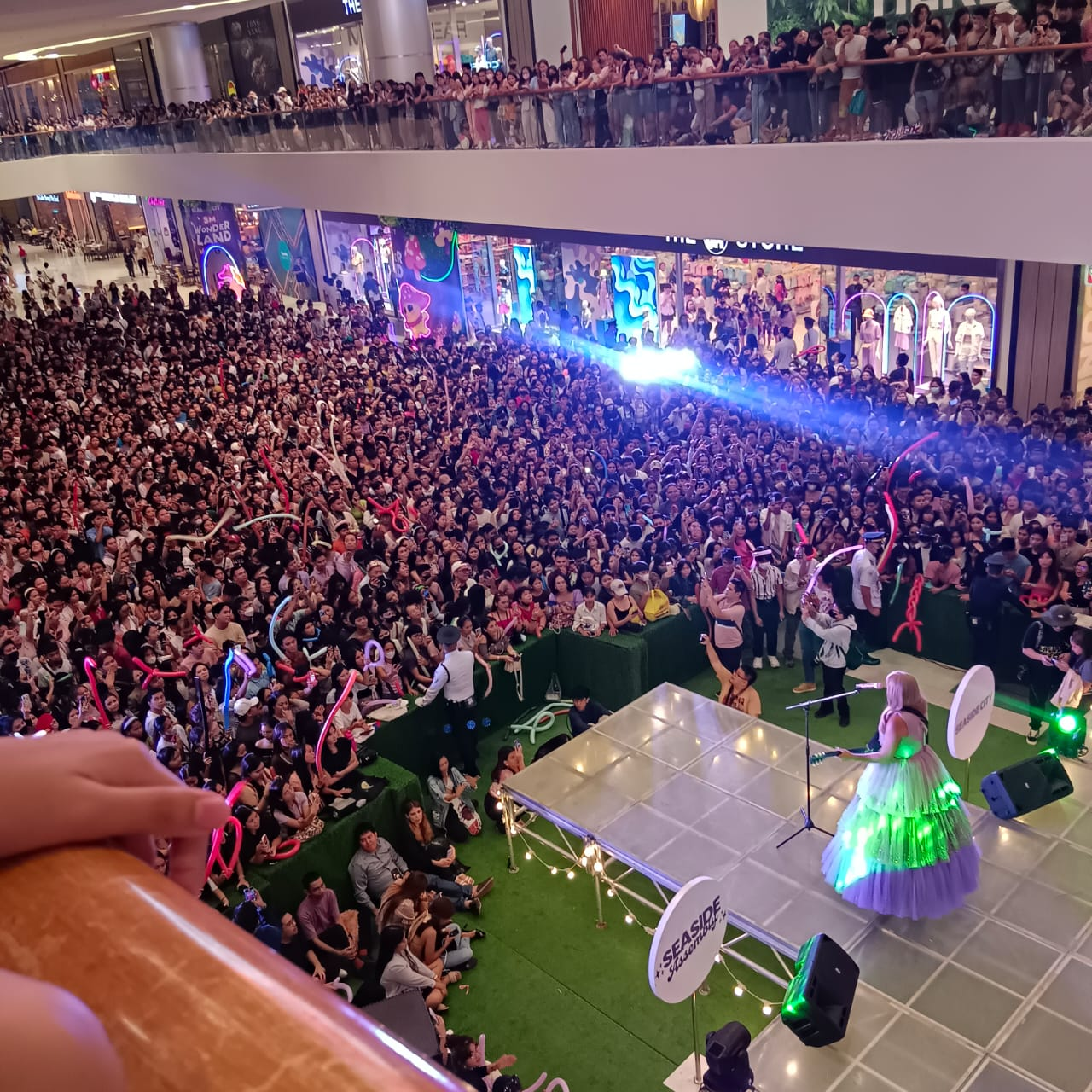
La drag queen filipina Taylor Sheesh, conocida por hacerse pasar por Swift, saltó a la fama gracias a los Swifties.

El fenómeno consumista de participar o comprar cualquier cosa relacionada con Swift ha sido denominado por las publicaciones "el efecto Taylor Swift". Para los científicos empresariales Brendan Canavan y Claire McCamley, la relación entre Swift y Swifties representa el consumismo.  El sociólogo Brian Donovan opinó que "es fácil descartar el frenesí que rodea a Swift como una adoración sin sentido a los héroes . Sin embargo, los Swifties han demostrado el poder del fandom para crear vínculos sociales que trascienden el consumismo. Elogió la capacidad de Swift para "aprovechar la mentalidad de coleccionista en su fandom".
El frenesí de los fanáticos, generalmente denominado "Swiftmania", ha sido considerado similar la Beatlemanía por periodistas como Jon Bream de Star Tribune. Los programas y programas de televisión que presentan a Swift a menudo experimentan picos de audiencia debido a los Swifties. Además de los artistas musicales que han citado a Swift como una influencia, como Olivia Rodrigo, Halsey y Camila Cabello, otras celebridades se han descrito a sí mismas como Swifties.

## Impacto industrial
Los Swifties han recibido amplia cobertura por su apoyo a Swift en términos de su éxito comercial. Swift es conocida por sus grandes ventas de CD y vinilos a pesar de que la escena musical moderna se ha transformado a ser mayormente digital. Del 2014 a 2015, Swift impugnó a los servicios de transmisión de música Spotify y Apple Music para que regulen sus políticas y protejan la integridad de los artistas . Swift anunció que 1989, su primer álbum de música pop, no se lanzaría en Spotify, en protesta por los pagos de la plataforma a los músicos.  Algunos periodistas criticaron las creencias de Swift, diciendo que el Internet saboteó el formato del álbum y afirmando que la mayoría de los aficionados ya no comprarían un álbum en el formato CD. Muchos miembros del personal de la industria sintieron que la salida de Swift de la música country y de las plataformas de transmisión afectaría las ventas del nuevo disco. Las publicaciones predijeron que 1989 no vendería más de un millón de copias en su primera semana.  Sin embargo, 1989 fue un éxito comercial sin precedentes para Swift a pesar de la falta de soporte de transmisión gracias a que fue ampliamente comprado por los fanáticos en el formato CD de Target ; el álbum vendió 1,28 millones de copias en su primera semana. En los 2020's, a los Swifties también se les atribuye ser uno de los factores más importantes detrás del resurgimiento del vinilo . Las variantes del álbum LP de Swift se han vendido exclusivamente en pequeñas empresas..
Los fanáticos de Swift aumentaron la publicidad en torno a su disputa de autoría de 2019 con Big Machine y el empresario estadounidense Scooter Braun e impulsaron el éxito de sus esfuerzos de regrabación. Una petición en línea lanzada por un fan reunió a 35.000 firmas en sus primeras tres horas. Michael Jones, el director general de Change.org, describió la petición como "una de las de más rápido crecimiento en la plataforma este mes". Braun, sin embargo, afirmó que Swift "convirtió en un arma" a su base de aficionados.  Swifties también descubrieron que el Grupo Carlyle, socio de Braun en la disputa, suministra armas para la guerra civil en Yemen.
Se sabe que las obras de Swift, incluidas giras de conciertos como Eras Tour, estimulan las economías. El impacto económico, impulsado en gran medida por Swifties y atribuido a los negocios "en auge" de viajes, alojamiento, cosmética, moda y alimentación, aumenta los ingresos por turismo de las ciudades. Los Angeles Times describió a Swifties como un microcosmos económico.  En noviembre de 2022, Ticketmaster manejó mal la preventa estadounidense del Eras Tour, lo que recibió un amplio escrutinio público y político. Se vendieron 2.4 millones de entradas, rompiendo el récord de mayor cantidad de entradas para conciertos vendidas por un artista en un solo día, lo cual causó un colapso del sistema. Ticketmaster atribuyó la caída al tráfico del sitio "sin precedentes históricos". Los fanáticos y grupos de consumidores acusaron a Ticketmaster de engaño y monopolio . Las intensas reacciones de los fanáticos hicieron que varios miembros del Congreso de los EE. UU. resaltaran la fusión de Ticketmaster y su empresa matriz Live Nation Entertainment, y que el Departamento de Justicia de los EE. UU . abriera una investigación sobre Live Nation-Ticketmaster.  Bajo la presión del presidente estadounidense Joe Biden, Ticketmaster y otras empresas de venta de entradas acordaron eliminar las tarifas basura . Entertainment Weekly y The AV Club incluyeron "Swifties vs. Ticketmaster" como una de las noticias culturales más importantes de 2022.La periodista de CNN, Allison Morrow escribió en un artículo titulado "One Nation, Under Swift" que los aficionados de Swift unieron los partidos en contra de Ticketmaster de una manera que "los Padres Fundadores fallaron en participar".
Al darse cuenta de la creciente tendencia de las fiestas de baile con el tema de Swift en el mundo, los comentaristas de la industria descubrieron que la posición cultural de Swift como elemento básico en el panorama musical del siglo XXI permitió a los clubes nocturnos beneficiarse de ella organizando eventos especializados para sus fanáticos.  Una de esas fiestas es "Swiftogeddon", que comenzó como un evento único de Swiftie en Londres y creció hasta convertirse en una gira nocturna por clubes en todo el Reino Unido que se agota todos los fines de semana. Los programas de telerrealidad estadounidenses como Dancing with the Stars y The Voice organizaron noches especiales con el tema de Swift en 2023. Las tendencias Swiftie también han inspirado a varias marcas. The AV Club afirmó que "normalmente, las estrellas del pop son productos y el fandom es el consumidor", pero los Swifties son un producto en sí mismos. Por ejemplo, la frase "aparentemente rancho" se volvió viral después de que una cuenta de fan en Twitter la usará para subtitular una foto de los bocadillos de Swift en un juego de la Liga Nacional de Fútbol Americano (NFL), generando una serie de memes y causando que compañías de alimentos como Heinz, McDonald's, KFC, Hidden Valley y Primal Kitchen lo acogieran por sus productos y marketing.

## Demografía
Según una encuesta de 2023 realizada por Morning Consult, en EE. UU., el 53% de los adultos dijeron que eran fanáticos de Swift, de los cuales el 44% se identificaron como Swifties y el 16% como sus fanáticos "ávidos". En términos de género, el 52% eran mujeres mientras que el 48% eran hombres. Racialmente, el 74% de los aficionados eran blancos, el 13% eran negros, el 9% eran asiáticos y tan solo el 4% era de otras razas. Políticamente, 55% de los encuestados eran demócratas, el 23% eran republicanos y el 23% eran independientes. En términos de generaciones, el 45% son millennials, el 23% son baby boomers, el 21% son Generación X y el 11% son Generación Z.

### Papel político
Brooke Schultz, de Associated Press, calificó a los Swifties como un grupo demográfico de votantes influyente en la política estadounidense: "el gran poder y tamaño del fandom de Swift ha estimulado conversaciones sobre la desigualdad económica, simplemente simbolizada por Ticketmaster". Según una encuesta de 2023 publicada por el periódico The Times, muestra que el 53% de los estadounidenses adultos se consideran "fanáticos" de la artista, índices con los que la periodista Ellie Austin dijo que Biden y Trump "solo pueden soñar". Austin explicó que aunque la propia Swift está alineada con la izquierda, algunos conservadores todavía la "codician", convirtiéndola en un factor decisivo en la política estadounidense. En mayo de 2023, Texas aprobó la ley titulada "Save Our Swifties"(salven a nuestros Swifties), que prohíbe el uso de bots para comprar boletos al por mayor. Se lanzaron proyectos de ley similares en varios estados y en el Congreso de Estados Unidos.  A nivel internacional, candidatos presidenciales como Gabriel Boric en Chile y Leni Robredo en Filipinas han apelado o promocionado a Swifties durante sus respectivas campañas electorales.

## Crítica
Los Swifties han recibido críticas por ciertos comportamientos. Los periodistas han denunciado las interacciones prosociales que algunos Swifties tienen con Swift, incluido el interés excesivo en la vida privada de Swift. Los fanáticos han invadido los lugares donde se le ve públicamente. La propia Swift ha hablado muchas veces de su falta de privacidad. En Miss Americana, cuando Swift sale de su apartamento de Tribeca rodeada de aficionados y espectadores afuera de su puerta, afirma que es "muy consciente del hecho de que eso no es normal".
También se ha informado que algunos fanáticos atacan, acosan o envían amenazas de muerte en línea y doxean a otras celebridades, periodistas y usuarios de Internet por diversas razones, como hablar negativamente de Swift. Tras la disputa por los derechos de autor, Braun afirmó que recibió amenazas de muerte de Swifties. Vice llamó al fandom una "comunidad igualmente acogedora pero controlada, atrapada en la agonía de una cultura de celebridades idealista y obsesiva".

### Gaylor
Gaylor es una teoría de la conspiración que afirma que Swift es secretamente gay. Una pequeña facción de Swifties, que se autodenominan "Gaylors", apoya y promueve la teoría, creyendo que Swift insinúa su carácter queer a través de su música y estilo de vida, aunque ha declarado que "no es parte" de la comunidad LGBT sino más bien una aliada. Algunos Gaylor envían específicamente a Swift con Karlie Kloss, Dianna Agron o ambas, alegando que Swift salió con ellas en el pasado y acusan a Swift de hacer queerbaiting si no es gay. La mayoría de los Swifties critican las teorías de Gaylor como inverosímiles, maliciosas e irrespetuosas para Swift. Los periodistas también lo descartan como una teoría de conspiración invasiva y sin fundamento.
Gaylors han alegado que varias canciones lanzadas por Swift confirman su interés romántico por las mujeres y que también tuvo una relación sentimental con las actrices Emma Stone y Cara Delevigne. Afirmaron que la canción de Swift de 2023, " When Emma Falls in Love ", es un reconocimiento de su relación con Stone, aunque Swift y Stone solo se han referido entre sí como amigas cercanas en los medios. Sin embargo, la mayoría de Swifties consideran la relación pasada entre Stone y el actor Andrew Garfield como la inspiración para la canción. En el prólogo del álbum de 1989 (Taylor 's Version), Swift reconoció que sus amistades femeninas han sido sexualizadas como la cobertura mediática sensacionalista de sus conocidos masculinos.
Un artículo de opinión de enero de 2024 de la escritora Anna Marks, publicado en The New York Times , especuló que Swift es una persona queer encerrada según las percepciones de Marks sobre las letras y la estética de Swift, lo que generó críticas de Swifties y otros lectores. Posteriormente, CNN Business informó que el personal de Swift encontró el artículo "invasivo, falso e inapropiado". Los Gaylors han afirmado que algunos Swifties han sido homofóbicos con ellos.

### Acusaciones de racismo y misoginia
A lo largo de los años, los Swifties han sido acusados de racismo y misoginia hacia otras celebridades de origen racializado, especialmente mujeres de etnia afroamericana. Entre 2016 y 2017, grupos supremacistas de Estados Unidos consideraron a Swift como una "diosa aria" y parte "de ellos en secreto—una neonazi". Swift fue sumamente criticada por su silencio ante dichas afirmaciones, y la desaprobación de ciertos sectores se intensificó cuando el equipo legal de Swift ordenó al sitio web de izquierda, PopFront, eliminar una reseña sobre el video musical "Look What You Made Me Do", en el que indicaban una supuesta "afirmación sutil" de la cantante al conservadurismo político. La Unión Estadounidense por las Libertades Civiles juzgó severamente a Swift por intentar "suprimir la libertad de expresión constitucionalmente protegida".
Tras el homicidio de George Floyd en mayo de 2020, Swift responsabilizó directamente a Donald Trump por el caso, además de llamarlo el "principal culpable de avivar el supremacismo blanco". Al mes siguiente, Swift apoyó el derribo del monumento de Edward W. Carmack localizado en Nashville y la edificación de una estatua de Ida B. Wells en su lugar. Sin embargo, los Swifties han sido identificados por cometer abiertamente diversos agravios raciales y de género tras estos acontecimientos. Después de que el personaje de Antonia Gentry en la serie de televisión Ginny & Georgia realizara una broma sobre la vida amorosa de Swift a inicios de 2021, los Swifties atacaron a Gentry con comentarios racistas y misóginos. Meses más tarde, los Swifties llenaron las redes sociales de Olivia Rodrigo, de ascendencia filipina, con mensajes de odio como respuesta a que Rodrigo envió un paquete promocional para su álbum debut a Kim Kardashian.
En febrero de 2024, la activista de Black Lives Matter, profesora y directora de Estudios Panafricanos de la Universidad Estatal de California, Melina Abdullah, declaró que "es ligeramente racista ser fan de Taylor Swift [...] es lo que siento, no lo que pienso. Sentimiento parecido a cuando se ven demasiadas banderas en un lugar". En noviembre de 2024, el rapero estadounidense Tyler, the Creator denominó a los Swifties como "racistas" por querer cancelarlo "tomando de excusa" las líricas presentes en los temas durante el inicio de la carrera del rapero, suscitándose luego de que Tyler desplazara de la primera posición a Swift de la lista global de Spotify, Top Artist Chart, tras 689 días de encabezar dicho conteo. Semanas más tarde, después de que Billboard colocó a Swift en segundo lugar del listado "Las estrellas pop más importantes del siglo xxi" y posicionando a Beyoncé a la cabeza de la clasificación, los Swifties comenzaron a realizar publicaciones desmeritando la carrera musical de Beyoncé, incluyendo comentarios e imágenes retocadas con trasfondos racistas. Una numerosa cantidad de seguidores perteneciente al fandom de Beyoncé, el "Beyhive", utilizaron el hashtag #SwiftieRacism a través de Twitter para evidenciar previos incidentes en los que Swifties han atacado directamente a celebridades afroamericanas, incluyendo a SZA y Nicki Minaj, con insultos discriminatorios.

## Estudio académico
Los Swifties han sido objeto de interés periodístico y académico, estudiados por su capital social, características consumistas y relaciones interpersonales . Donovan distinguió a los "fans de Taylor Swift" de los Swifties, opinando que estos últimos son una subcultura caracterizada por la efervescencia colectiva, a diferencia de otras bases de aficionados. Algunos lingüistas denominaron "fanilecto" el lenguaje basado en letras y codificado por aficionados de los Swifties. Un mapa de red de 2023 publicado por López y Chandra dividió a Swifties en seis facciones distintas según las interacciones en línea y los temas de discusión.